# Genitalfehlbildung
Eine Genitalfehlbildung ist eine bei der Geburt vorliegende Fehlbildung der inneren oder äußeren Geschlechtsorgane. Mitunter kann es sich auch um Abweichungen von der Norm ohne Krankheitswert (Normvariante) handeln.

## Bei beiden Geschlechtern
- Aphallie – Fehlen von Penis oder Klitoris
- Blasenekstrophie
- Genitalhypoplasie (Unterentwicklung der Geschlechtsorgane) (u. a. bei Alström-Syndrom, Börjeson-Forssman-Lehmann-Syndrom, CHARGE-Syndrom, Laurence-Moon-Biedl-Bardet-Syndrom, Verma-Naumoff-Syndrom oder Saldino-Noonan-Syndrom)
- Gonadendysgenesie
- Kloakenekstrophie – Blasenekstrophie unter Mitbeteiligung des Enddarmes
- Pseudohermaphroditismus

## Beim männlichen Geschlecht
- Anorchie (bei Goeminne-Syndrom, XY-Gonadenagenesie)
- Diphallie
- Epispadie (bei Meckel-Gruber-Syndrom)
- Fehlbildungen des Hodensackes wie Kryptorchismus oder Lageanomalie des Hodens
- Hodenhypoplasie (bei Goeminne-Syndrom, Rothmund-Thomson-Syndrom, Klinefelter-Syndrom)
- Hypospadie
- Leydig-Zell-Hypoplasie
- Mikropenis
- Makrophallie – präpubertär abnormal großer Penis aufgrund erhöhten Testosteronspiegels

## Beim weiblichen Geschlecht
- Mayer-Rokitansky-Küster-Hauser-Syndrom (Fehlen des Müller-Ganges)
- Fehlbildungen der Gebärmutter
- Fehlbildungen der Vagina
- Hydrometrokolpos, Hydrokolpos
- Hymenalatresie
- Klitorishypertrophie
- Labienhypoplasie
- Labienhypertrophie
- Vaginalaplasie und Vaginalatresie

## Im Rahmen von Syndromen
Genitalfehlbildungen können bei einigen Syndromen auftreten:
- Cornelia-de-Lange-Syndrom
- Denys-Drash-Syndrom
- Escobar-Syndrom
- Kampomele Dysplasie
- Lenz-Syndrom
- Majewski-Syndrom
- Multiples Pterygium-Syndrom
- Pallister-Hall-Syndrom
- Proud-Levine-Carpenter-Syndrom
- Schinzel-Giedion-Syndrom

Abzugrenzen sind hormonell bedingte, meist später auftretende Auffälligkeiten wie:
- Adrenogenitales Syndrom
- Hypergenitalismus
- Hypogenitalismus